# Oberlochmühle
Oberlochmühle ist ein Ortsteil der sächsischen Gemeinde Deutschneudorf im Erzgebirgskreis.

## Geografie

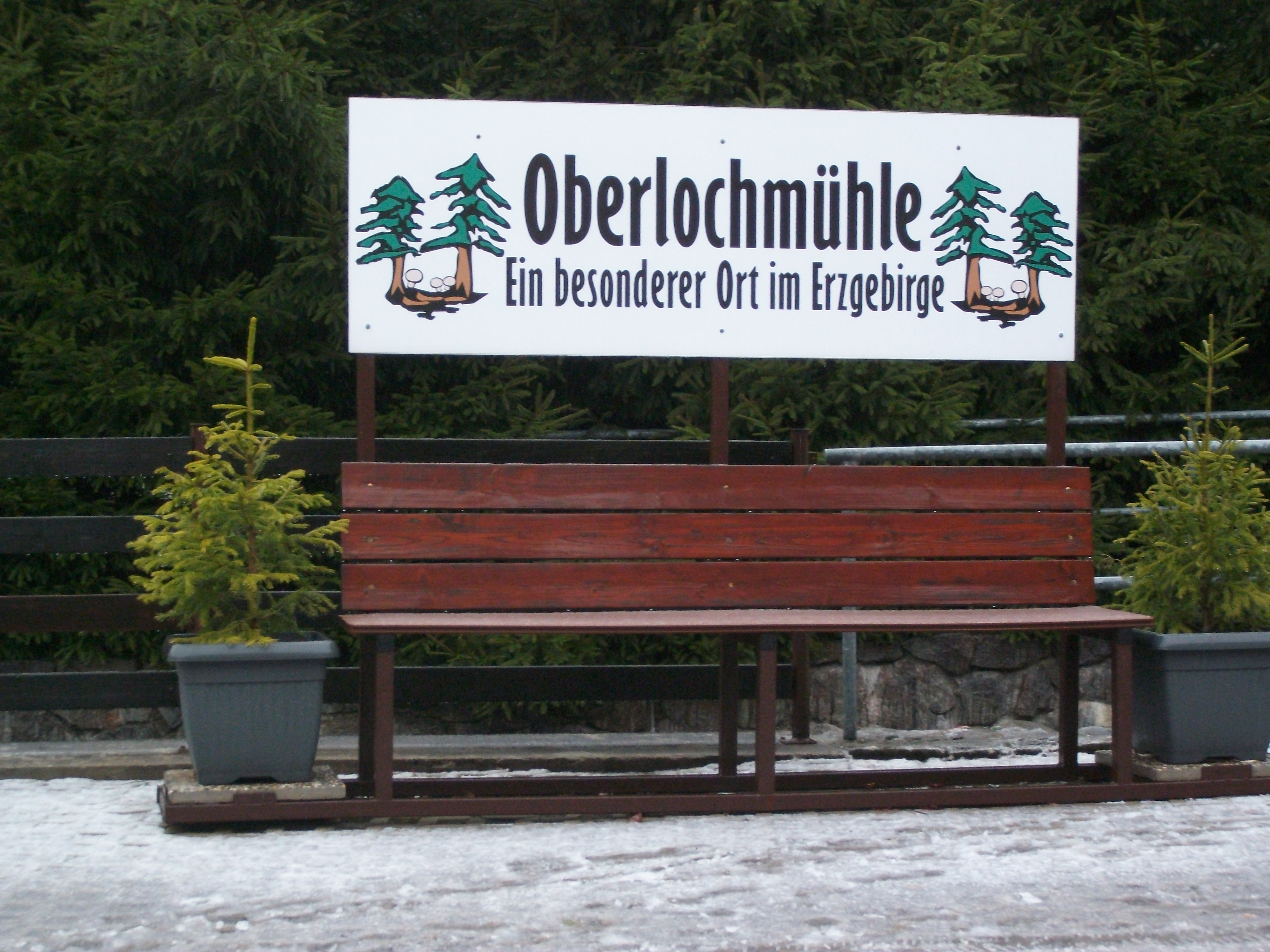
Bank in Oberlochmühle

### Lage

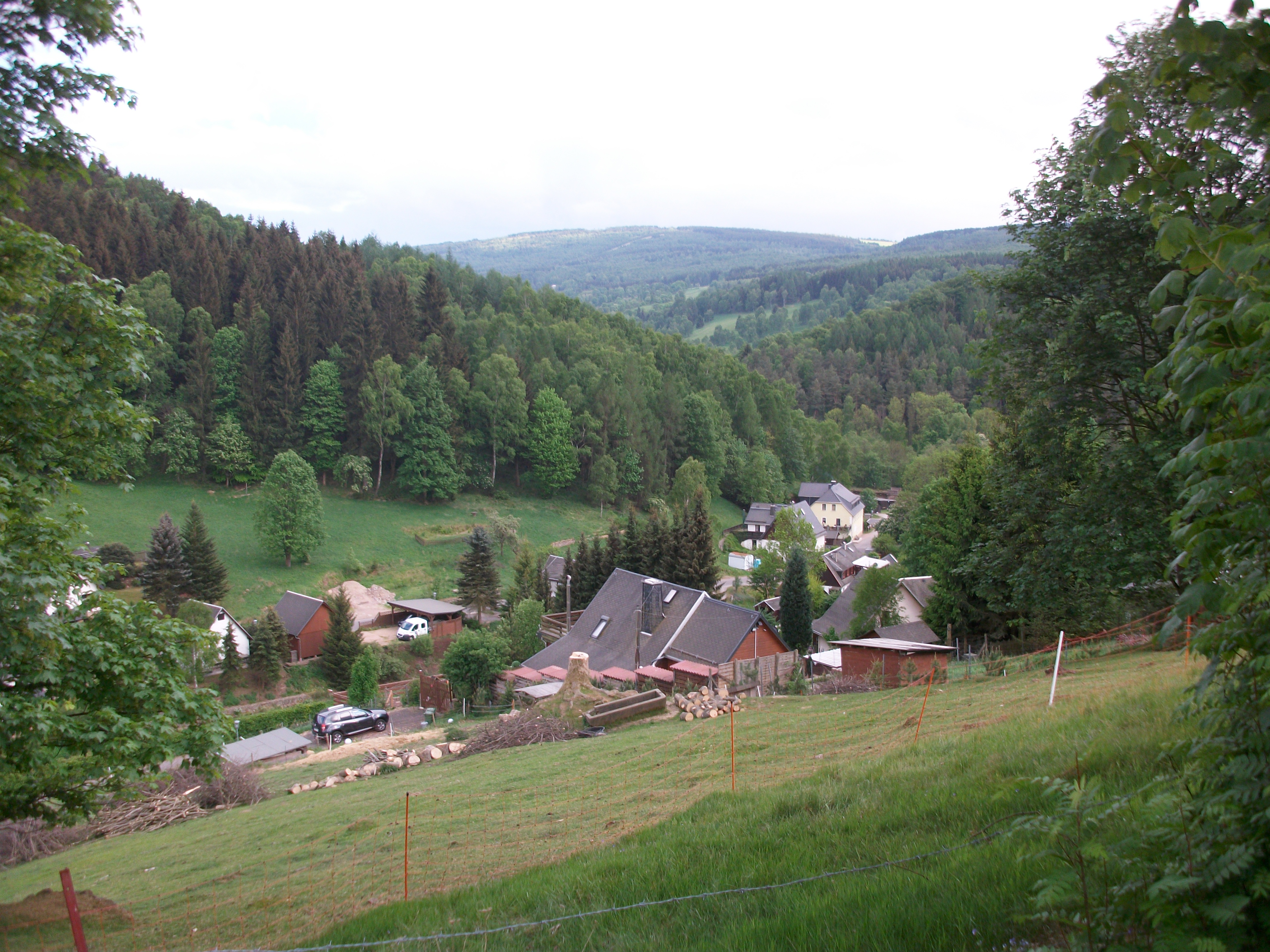
Blick auf Oberlochmühle

Oberlochmühle liegt etwa 3,5 Kilometer südsüdwestlich von Seiffen im Erzgebirge. Die Ansiedelung liegt unmittelbar an der Deutsch-Tschechischen Grenze, die hier der Verlauf der Schweinitz markiert. Der Ort ist vollständig von ausgedehnten Waldgebieten auf deutscher und tschechischer Seite umschlossen.
Durch den Ort führt die Staatsstraße 214 Olbernhau–Deutscheinsiedel, über eine Kommunalstraße besteht zudem Anschluss an Oberseiffenbach.

### Nachbarorte
| Hirschberg |                                             | Oberseiffenbach       |
|            | Kompassrose, die auf Nachbargemeinden zeigt | Deutschkatharinenberg |
|            |                                             | Hora Svaté Kateřiny   |

## Geschichte

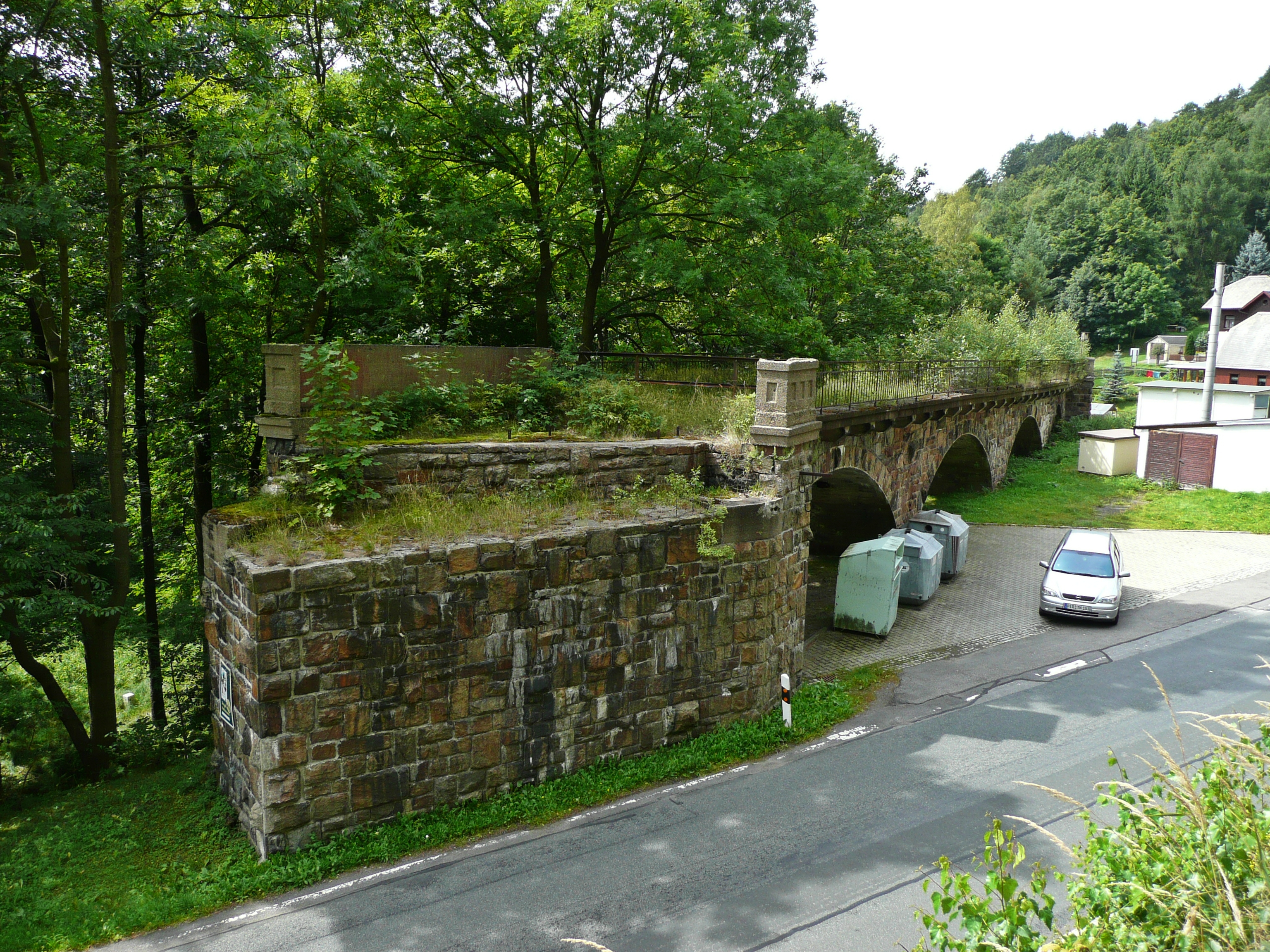
Reste des teilrückgebauten Viaduktes der Bahnstrecke Olbernhau-Grünthal–Deutschneudorf in Oberlochmühle

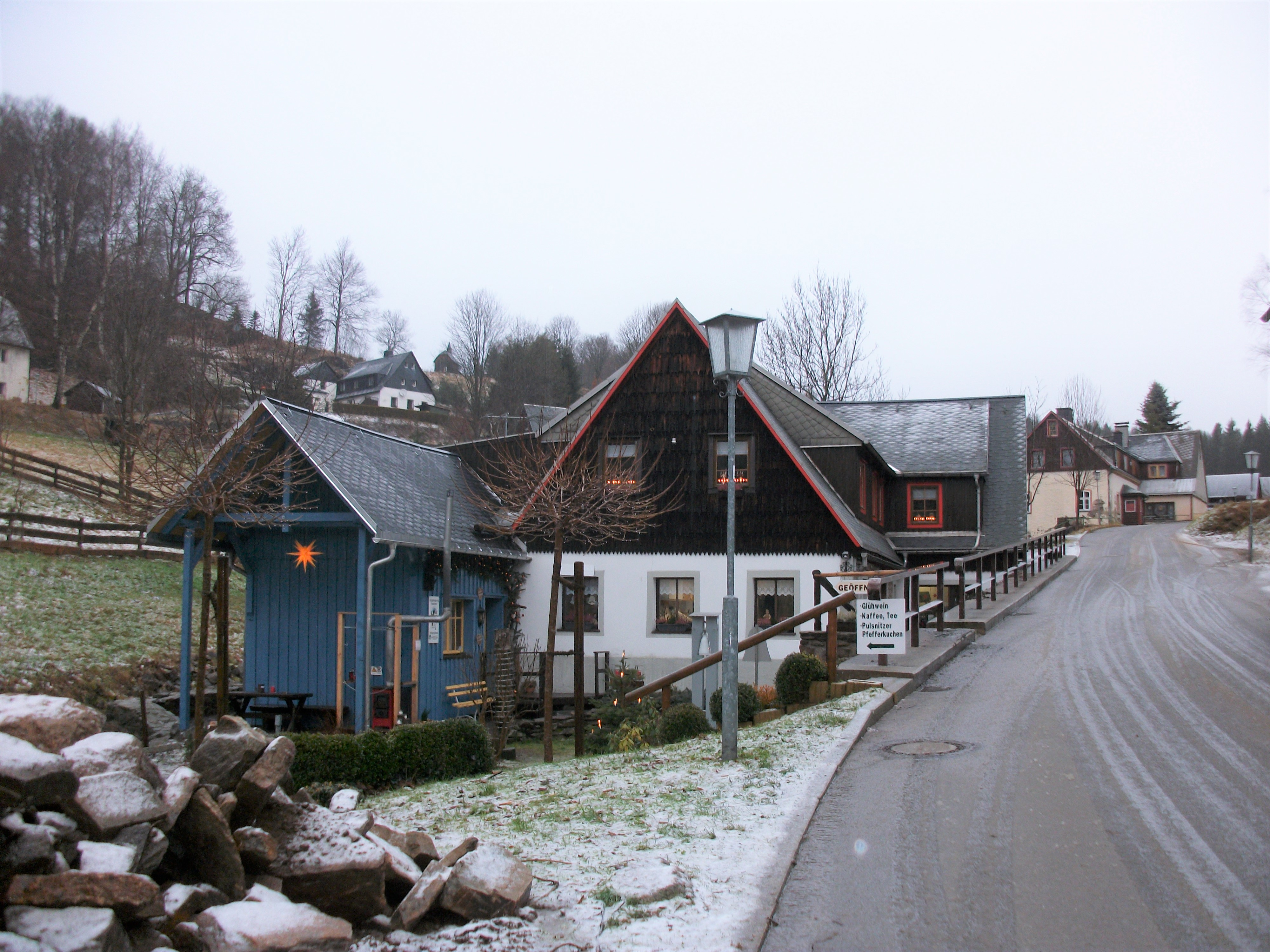
Ortsansicht Oberlochmühle

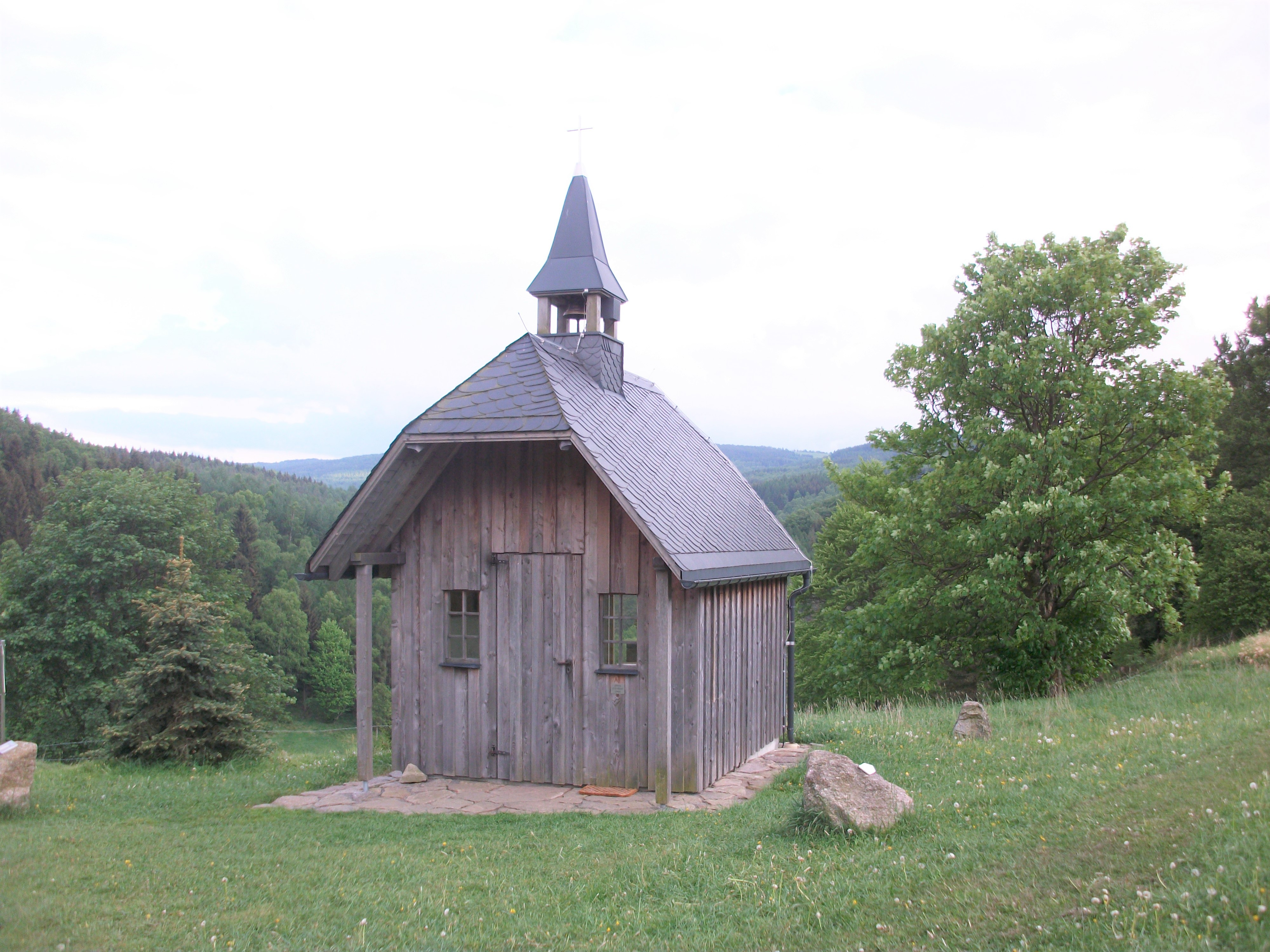
Glockenwanderweg, Kapelle am Weg in Oberlochmühle

Eine alte Chronik erwähnt Ende des 17. Jahrhunderts eine Mahlmühle im Dorf. In den Überlieferungen älterer Einwohner ist auch von einer Windmühle am Klötzerhübel die Rede.
Die erste urkundliche Erwähnung datiert von 1791.
August Schumann nennt 1820 im Staats- Post- und Zeitungslexikon von Sachsen Oberlochmühle lediglich als zu Oberseiffenbach gehörige Mühle am Wildsbach ohne weitere Ansiedlungen.
In der Chronik von Oberseiffenbach sind für das Jahr 1880 für Oberlochmühle 23 Häuser mit 182 Einwohnern vermerkt. Im Ort gab es früher 6 Mühlen, die in der Hauptsache über Transmission Holzbearbeitungsmaschinen antrieben. In den verschiedenen Drehwerken standen auch Mietdrechselbänke. Gefertigt wurden Federkästchen, technische Holzwaren, Raum- und Tafelschmuck sowie Holzspielzeug. Erwähnenswert sind vor allem kleine Kegelspiele für Kinder. Neben kleinen Bauernwirtschaften im Haupt- und Nebenerwerb arbeiteten die Einwohner als Waldarbeiter, in einer Schmiede, dem örtlichen Laden, dem Gasthof oder in der Bäckerei.
Im Jahr 1875 war Oberlochmühle ein Ortsteil von Oberseiffenbach. Am 1. April 1939 wurde es durch Umgliederung ein Ortsteil von Deutschneudorf.
Mit dem Bau der Bahnstrecke Olbernhau-Grünthal–Deutschneudorf erhielt der Ort mit der gleichnamigen Haltestelle am 3. Mai 1927 Eisenbahnanschluss. Mit dem Bahnbau hielt auch der Fremdenverkehr Einzug in Oberlochmühle. Am 22. Mai 1966 wurde der Personenverkehr auf der Strecke eingestellt, Gleisanlagen und stählerne Brückenüberbauten wurden 1971 demontiert.
Ein Relikt der Bahn ist das teilrückgebaute steinerne Viadukt mit ehemals 103,5 Metern Länge und bis zu 8 Metern Höhe unweit der Mündung des Wildsbaches in die Schweinitz.
Mitte des 20. Jahrhunderts gab es im Dorf zwei größere Ferienheime, deren Bettenzahl die Einwohnerzahl des Ortes sogar überstieg.
Am 6. November 2010 wurde nach zweijähriger Planungs- und dreimonatiger Bauzeit die „Kapelle am Weg“ eingeweiht. Sie ist die erste Wanderkapelle im sächsischen Erzgebirge.
Seit dem 18. April 2015 ist Oberlochmühle, mit einer Porzellanglocke aus Meißner Porzellan, eine von insgesamt 16 Stationen des Ersten Deutschen Glockenwanderweges. Die Wanderroute führt auf einem Rundweg von Deutschneudorf, Brüderwiese, Deutscheinsiedel, Seiffen, Oberseiffenbach, Oberlochmühle, Deutschkatharinenberg zurück nach Deutschneudorf an verschiedenen Glocken vorbei.

## Sehenswürdigkeiten

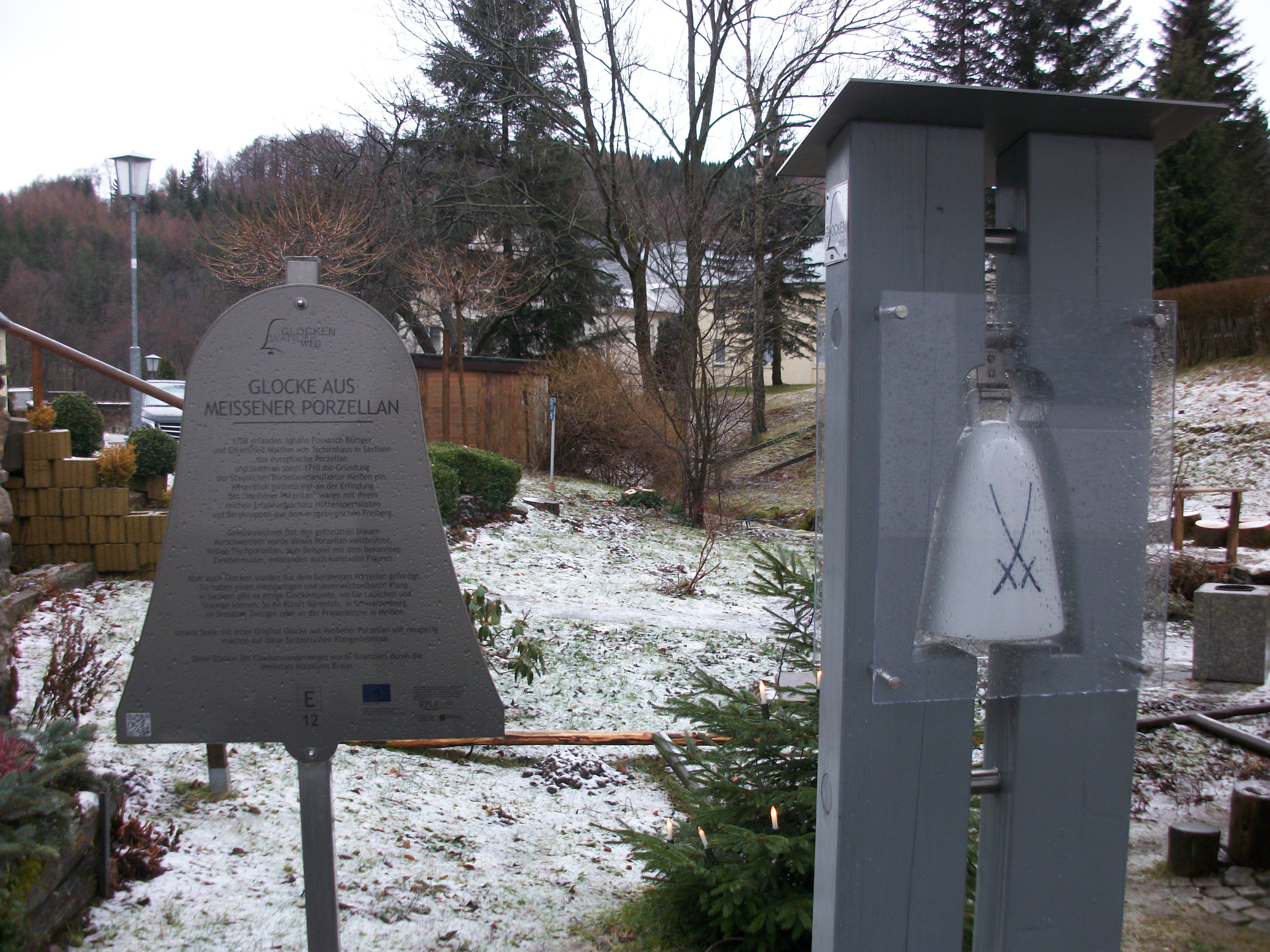
Meißner Glocke am Glockenwanderweg in Oberlochmühle

Oberlochmühle besitzt zwei Stationen des April 2015 eingeweihten Glockenwanderweges. Dies ist eine 2010 eingeweihte Wanderkapelle oberhalb des Orts und eine Glocke aus Meißner Porzellan.

## Persönlichkeiten
- Hermann Lorenz (* 1864 in Oberlochmühle), Begründer der Gemeinschaft in Christo Jesu